# Giovanni Battista Niccolini
Giovanni Battista Niccolini (ur. 29 października 1782 w San Giuliano Terme, zm. 20 września 1861 we Florencji) – włoski poeta i dramaturg.
Wywodził się z rodziny szlacheckiej. Po ukończeniu studiów prawniczych podjął pracę jako archiwista, a następnie wykładowca historii i mitologii we florentyńskiej Akademii Sztuk Pięknych, gdzie pełnił także obowiązki sekretarza i bibliotekarza. W roku 1812 został członkiem literackiej Akademii della Crusca, dbającej o czystość języka włoskiego.
Był autorem wierszy o tematyce patriotycznej, zebranych w tomach Canzoniere nazionale (1863) i Poesie (1888), oraz rozpraw krytycznoliterackich. Największą sławę zapewniły mu jednak tragedie, neoklasyczne w formie i romantyczne w treści, często nawiązujące do przypowieści biblijnych i wydarzeń starożytnych, przesycone duchem republikańskiego patriotyzmu. W swoich najbardziej znanych sztukach, Nabucco (1819) i Giovanni da Procida (1817), odwołując się do przeszłości, ukazywał aktualne problemy polityczne Włoch czasów risorgimenta. Szczególną popularnością cieszyła się wymierzona w papiestwo tragedia Arnaldo da Brescia (1840), w której przypomniał losy mnicha z XII wieku, potępionego i skazanego przez Kościół.
Tłumaczył także na włoski tragedie Sofoklesa i Ajschylosa, a w swoich sztukach często nawiązywał do antycznych mitów (Edipo, Polissena).

## Główne dzieła
- Polissena, 1810 (Poliksena) – tragedia
- Edipo, 1810-15 (Edyp) – tragedia
- Medea, 1810-15 – tragedia
- Nabucco, 1815 (Nabuchodonozor) – tragedia
- Giovanni da Procida, 1817 (Giovanni z Procidy) – tragedia
- Antonio Foscarini (1823) – tragedia
- Beatrice Cenci (1838) - tragedia
- Arnaldo da Brescia, 1840 (Arnold z Brescii) – tragedia
- Discorso sulla tragedia greca, 1844 (Rozprawa o tragedii greckiej) – praca naukowa
- Filippo Strozzi, 1846 – tragedia
- Canzoniere nazionale, 1863 (Śpiewnik narodowy) – zbiór wierszy
- Poesie, 1888 (Poezje) – zbiór wierszy